# Ergebnisse der Kommunalwahlen in Weiden in der Oberpfalz
In den folgenden Listen werden die Ergebnisse der Kommunalwahlen in Weiden in der Oberpfalz aufgelistet. Es werden die Ergebnisse der Stadtratswahlen seit 1996 angegeben. 
Es werden nur diejenigen Parteien und Wählergruppen aufgelistet, die bei wenigstens einer Wahl mindestens zwei Prozent der gültigen Stimmen erhalten haben. Bei mehrmaligem Überschreiten dieser Grenze werden auch Ergebnisse ab einem Prozent aufgeführt. 

## Parteien
- CSU: Christlich-Soziale Union in Bayern
- FDP: Freie Demokratische Partei
- Grüne: Bündnis 90/Die Grünen
- SPD: Sozialdemokratische Partei Deutschlands
- Linke: Die Linke
- ÖDP: Ökologisch-Demokratische Partei
- AfD: Alternative für Deutschland

## Wählergruppen
- BLW: Bürgerliste Weiden e.V.
- FWW: FREIE WÄHLER Weiden

## Stadtratswahlen

### Stimmenanteile der Parteien in Prozent
| Jahr              | Wbt.* | SPD   | CSU   | BLW   | Grüne | FWW  | FDP  | AfD | Linke | ödp |
| ----------------- | ----- | ----- | ----- | ----- | ----- | ---- | ---- | --- | ----- | --- |
| 1996              | 64,5  | 34,0  | 54,5  | –     | 5,3   | 5,1  | 1,0  | –   | –     | –   |
| 2002              | 59,97 | 30,78 | 58,13 | –     | 4,29  | 6,80 | –    | –   | –     | –   |
| 2008              | 52,83 | 42,67 | 32,69 | 9,62  | 7,56  | 4,66 | 2,80 | –   | –     | –   |
| 2014              | 51,86 | 37,09 | 34,56 | 11,39 | 7,62  | 5,88 | 3,46 | –   | –     | –   |
| 2020              | 51,9  | 26,0  | 33,9  | 9,5   | 9,9   | 4,6  | 5,2  | 6,2 | 2,6   | 2,1 |
| * Wahlbeteiligung |       |       |       |       |       |      |      |     |       |     |

### Sitzverteilung
Des Weiteren ist zu beachten, dass neben den gewählten Stadträten auch der Oberbürgermeister dem Gremium „Stadtrat“ angehört. Die in diesem Absatz als Gesamtzahl an Sitzen genannte Zahl berücksichtigt nur die Stadträte ohne Oberbürgermeister.
Die folgende Aufstellung gibt die Sitzverteilung an, die aus dem jeweiligen Wahlergebnis folgte. 
| Jahr | Gesamt1 | SPD | CSU | BLW | Grüne | FWW | FDP | AfD | Linke | ödp |
| --- | ------- | --- | --- | --- | ----- | --- | --- | --- | ----- | --- |
| 1996 | 40      | 14  | 22  | –   | 2     | 2   | –   | –   | –     | –   |
| 2002 | 40      | 13  | 24  | –   | 1     | 2   | –   | –   | –     | –   |
| 2008 | 40      | 17  | 13  | 4   | 3     | 2   | 1   | –   | –     | –   |
| 2014 | 40      | 15  | 14  | 5   | 3     | 2   | 1   | –   | –     | –   |
| 2020 | 40      | 10  | 14  | 4   | 4     | 2   | 2   | 2   | 1     | 1   |
| 1 Dem Gremium „Stadtrat“ gehört neben den Stadträten auch noch der getrennt gewählte Oberbürgermeister an. |         |     |     |     |       |     |     |     |       |     |

Eine weitere Tabelle zeigt die Verteilung der Sitze im Stadtrat von 1946 bis 2020:
| Stadtratswahl   | 16. März 2020 | 16. März 2014 | 2. März 2008 | 3. März 2002 | 10. März 1996 | 18. März 1990 | 18. März 1984 | 5. März 1978 | 11. Juni 1972 | 13. März 1966 | 27. März 1960 | 18. März 1956 | 30. März 1952 | 30. Mai 1948 | 26. Mai 1946 |
| --------------- | ------------- | ------------- | ------------ | ------------ | ------------- | ------------- | ------------- | ------------ | ------------- | ------------- | ------------- | ------------- | ------------- | ------------ | ------------ |
| SPD             | 10            | 15            | 17           | 13           | 14            | 13            | 14            | 15           | 19            | 14            | 14            | 11            | 11            | 8            | 10           |
| CSU             | 14            | 14            | 13           | 24           | 22            | 24            | 23            | 24           | 21            | 15            | 14            | 15            | 12            | 11           | 16           |
| Bürgerliste     | 4             | 5             | 4            | –            | –             | –             | –             | –            | –             | –             | –             | –             | –             | –            | –            |
| Grüne           | 4             | 3             | 3            | 1            | 2             | 2             | 2             | –            | –             | –             | –             | –             | –             | –            | –            |
| Freie Wähler    | 2             | 2             | 2            | 2            | 2             | –             | –             | –            | –             | –             | –             | –             | –             | –            | –            |
| FDP             | 2             | 1             | 1            | –            | –             | –             | 1             | 1            | –             | 1             | 1             | 2             | –             | –            | –            |
| Die Linke       | 1             | –             | –            | –            | –             | –             | –             | –            | –             | –             | –             | –             | –             | –            | –            |
| ÖDP             | 1             | –             | –            | –            | –             | –             | –             | –            | –             | –             | –             | –             | –             | –            | –            |
| REP             | –             | –             | –            | –            | –             | 1             | –             | –            | –             | –             | –             | –             | –             | –            | –            |
| BHE*            | –             | –             | –            | –            | –             | –             | –             | –            | –             | 2             | 3             | 3             | 4             | –            | –            |
| Bayernpartei    | –             | –             | –            | –            | –             | –             | –             | –            | –             | –             | –             | 1             | 2             | 7            | –            |
| KPD             | –             | –             | –            | –            | –             | –             | –             | –            | –             | –             | –             | –             | –             | 2            | 1            |
| Sonstige        | –             | –             | –            | –            | –             | –             | –             | –            | –             | –             | –             | –             | 3             | 4            | 1            |
| Sitze gesamt    | 40            | 40            | 40           | 40           | 40            | 40            | 40            | 40           | 40            | 32            | 32            | 32            | 32            | 32           | 28           |
| Wahlbeteiligung | 51,9 %        | 51,9 %        | 52,8 %       | 60,0 %       | 64,5 %        | 74,5 %        | 73,3 %        | 79,7 %       | 74,1 %        | 78,3 %        | 81,4 %        | 81,4 %        | 81,4 %        | 83,1 %       | 92,4 %       |

* Block der Heimatvertriebenen und Entrechteten und Parteifreie

## Nachweise
1. ↑  Stadt Weiden i.d.OPf. – Stadtratswahl 2020